# Trichosanthes pendula
Trichosanthes pendula är en gurkväxtart som beskrevs av Rugayah. Trichosanthes pendula ingår i släktet Trichosanthes och familjen gurkväxter. Inga underarter finns listade i Catalogue of Life.